# Joan Jaume Miralles
Joan Jaume Miralles (Santa Maria del Camí, 25 de juny de 1902 - Palma, 19 de novembre de 1999). Enginyer agrícola, manescal i escriptor.
Llicenciat en veterinària el 1932, ingressà en el cos nacional de manescals. A finals dels anys vint va ser vocal de la junta de la Cambra Agrícola de Mallorca, presidida per Antoni Ferragut Sbert, de la qual n'era secretari Arnest Mestre i Artigas. L'any 1933 va ser inspector provincial veterinari i vocal tècnic assessor de la Junta Provincial de la Reforma Agrària. Fou membre del Consell Nacional Veterinari i del Consell Superior Agrari del Ministeri d'Agricultura. Va ser Cap Provincial de Ramaderia de les Balears fins al 1970.
Col·laborà a "Mallorca Agrícola", "Boletín de Agricultura" i a "El Cultivador Moderno". Publicà "La ganadería balear" (1971), "Evolución Social Económica Agraria" (1973) i és autor de diversos llibres de costums i records: "Cuentos, costumbres y escenas de nuestra payesía" (en cinc volums, 1978-84), "Medio siglo de historia" (1980) i "La señora de Son Montaner en el ambiente d nuestra payesía" (1983).